# Valse analogie
Een valse analogie of valse vergelijking is een logische misvatting waarbij twee zaken worden voorgesteld als gelijk aan elkaar, zonder dat de onderliggende verschillen, die de vergelijking ongeldig maken, in acht zijn genomen. Deze logische misvatting is van het type inconsistentie. Het kan gezien worden als het antoniem van het wiskundige concept bi-implicatie.
Tijdens het maken van een valse vergelijking wordt een vergelijking getrokken tussen zaken die enigszins op elkaar lijken op basis van kenmerken die ze gemeen hebben. De twee zaken worden daarbij, ten onrechte, verondersteld logisch equivalent te zijn. Een valse vergelijking ontstaat in veel gevallen bij een (te) vereenvoudigde voorstelling van de zaken of uit onwetendheid over hun afwijkende eigenschappen. De misvatting volgt vaak het patroon dat als X een verzameling van a en b is, en Y de verzameling van b en c, dat X en Y dan gelijk aan elkaar zijn omdat ze allebei b bevatten.
De volgende stellingen zijn voorbeelden van een valse vergelijking:
- “Het is niet goed dat een volk zijn eigen regering mag kiezen. Een kind mag toch ook niet zijn opvoeders kiezen.”
- “Alcohol en marihuana zijn beide drugs. Als je vindt dat de ene legaal moet zijn, dan zou je hetzelfde moeten vinden over de andere.”
- “We zijn allemaal naakt ter wereld gekomen. We zijn dus allemaal gelijk.”
- “Je kan de tandpasta niet meer in de tube steken.” (Verwijzend naar federale staten (bv. België) waar sprake is van herfederalisering)

Een verwijzing naar deze misvatting komt ook voor in het gezegde "appels met peren vergelijken", dat refereert aan het vergelijken van twee totaal verschillende zaken. Volgens logicus Gary N. Curtis bestaan zowel perfecte als volkomen 'valse' analogieën niet, aangezien twee zaken altijd wel ergens in verschillen en overeenkomen. Er zou dan beter gesproken worden over een "zwakke analogie" (weak analogy).
Een valse vergelijking moet niet verward worden met een valse balans – het fenomeen dat de media twee kanten van een verhaal gelijke aandacht geven, ongeacht hoeveel bewijs er is voor, of waarde gehecht wordt aan, iedere kant.